# وادي لاس فيغاس
وادي لاس فيغاس (بالإنجليزية: Las Vegas Valley)‏ هي مدينة كبرى رئيسية في الجزء الجنوبي من ولاية نيفادا الأمريكية، وثاني أكبر منطقة في جنوب غرب الولايات المتحدة. تعد منطقة لاس فيغاس متروبوليتان الإحصائية أكبر تجمع حضري في الولاية، وهي منطقة متداخلة منذ عام 2003 مع مقاطعة كلارك، نيفادا. يتم تعريف الوادي إلى حد كبير من خلال التضاريس الأرضية لوادي لاس فيجاس، وهي منطقة منخفض تبلغ مساحتها 600 ميل2 (1,600 كـم2) محاطة بالجبال إلى الشمال والجنوب والشرق والغرب من منطقة العاصمة. يعد الوادي موطنًا لأكبر ثلاث مدن مدمجة في نيفادا: لاس فيغاس وهندرسون وشمال لاس فيغاس. إحدى عشرة مدينة غير مدمجة تحكمها حكومة مقاطعة كلارك وهي جزء من بلدة لاس فيغاس وتشكل أكبر مجتمع في ولاية نيفادا.